# Masao Nozawa
Masao Nozawa (Prefectura d'Hiroshima, Japó) és un exfutbolista japonès.

## Selecció japonesa
Masao Nozawa va disputar 2 partits amb la selecció japonesa.